# Kleine Oostpoortbrug
De Kleine Oostpoortbrug (voorheen Oostpoortbrug genoemd) is een ijzeren ophaalbrug in het centrum van de Nederlandse stad Delft, provincie Zuid-Holland. De brug is gelegen bij de Oostpoort, de enige nog overgebleven stadspoort van Delft. De brug is een rijksmonument en stamt uit het jaar 1514.
De brug is een onderdeel van de Oostpoort uit 1514. De brug kon opgehaald worden om de poort af te sluiten. Er hebben diverse restauraties aan de brug plaatsgevonden, maar deze heeft haar oorspronkelijke karakter behouden. De huidige brug was waarschijnlijk oorspronkelijk een ontwerp van de stadsarchitect C.J. de Bruyn Kops uit 1867, uitgevoerd in gietijzer en hout. In 1903 werd deze vervangen door een geklonken constructie, naar ontwerp van M.A.C. Hartman. De twee jaartallen zijn terug te vinden op de ijzeren spijlen.

## Naamsverwarring
De nabijgelegen draaibrug over het Rijn-Schiekanaal wordt ook de Oostpoortbrug genoemd. De naamgeving van de beide bruggen tussen de Oostpoort en de Kanaalweg leidde tot verwarring. De kleine ophaalbrug over de Zuidergracht heette 'Oostpoortbrug'. De draaibrug over het Provinciaal Kanaal heette volgens de gemeente Delft 'Groenebrug' en volgens de provincie Zuid-Holland 'Oostpoortbrug'. De provincie die de brug in eigendom had, heeft aan de brug een groot bord met die naam bevestigd. Om aan de verwarring een einde te maken heeft de gemeente Delft de naam 'Oostpoortbrug' van de provincie overgenomen en heeft het ophaalbruggetje de naam 'Kleine Oostpoortbrug' gekregen.

## Fotogalerij

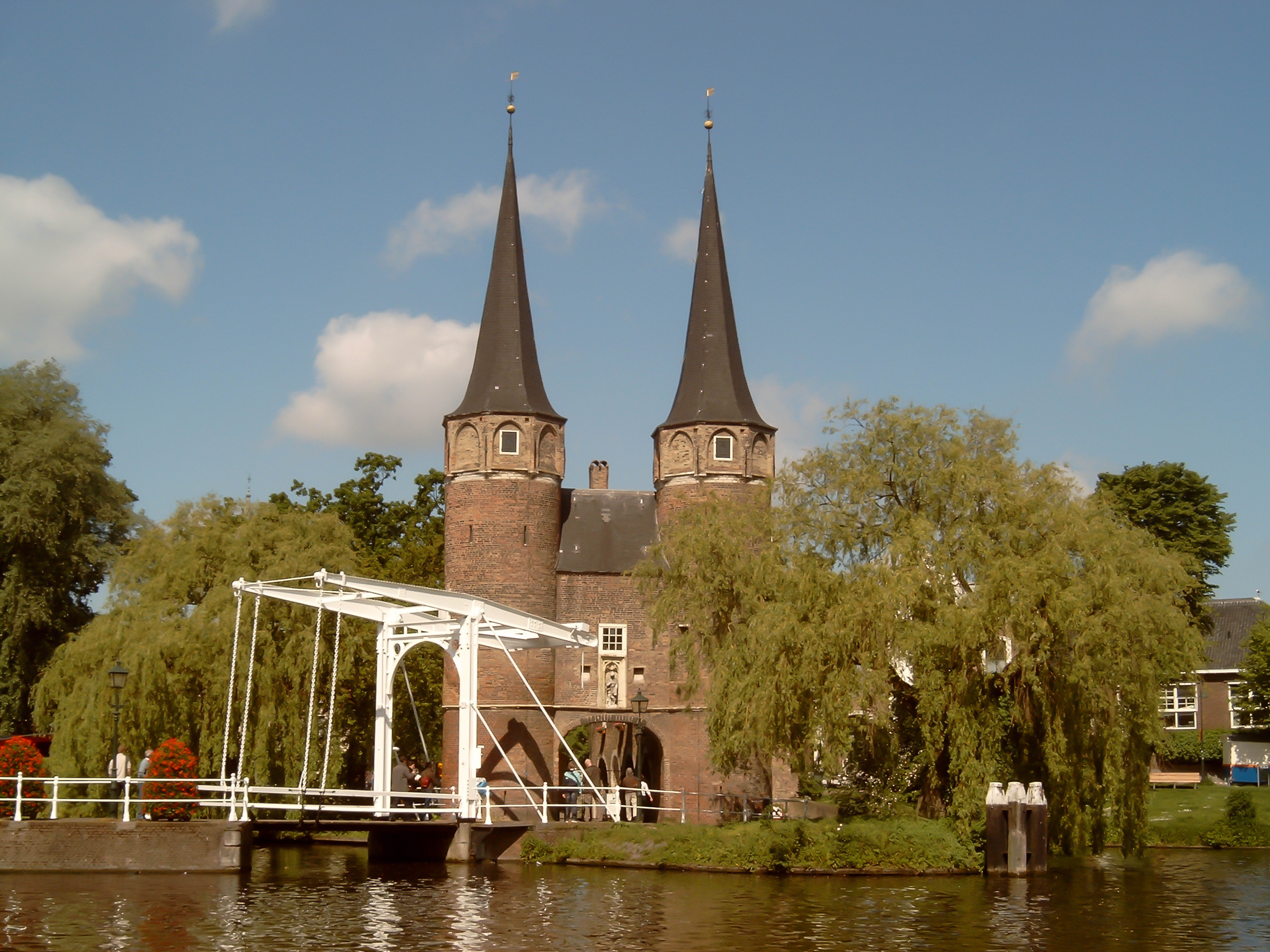
Kleine Oostpoortbrug in 2009
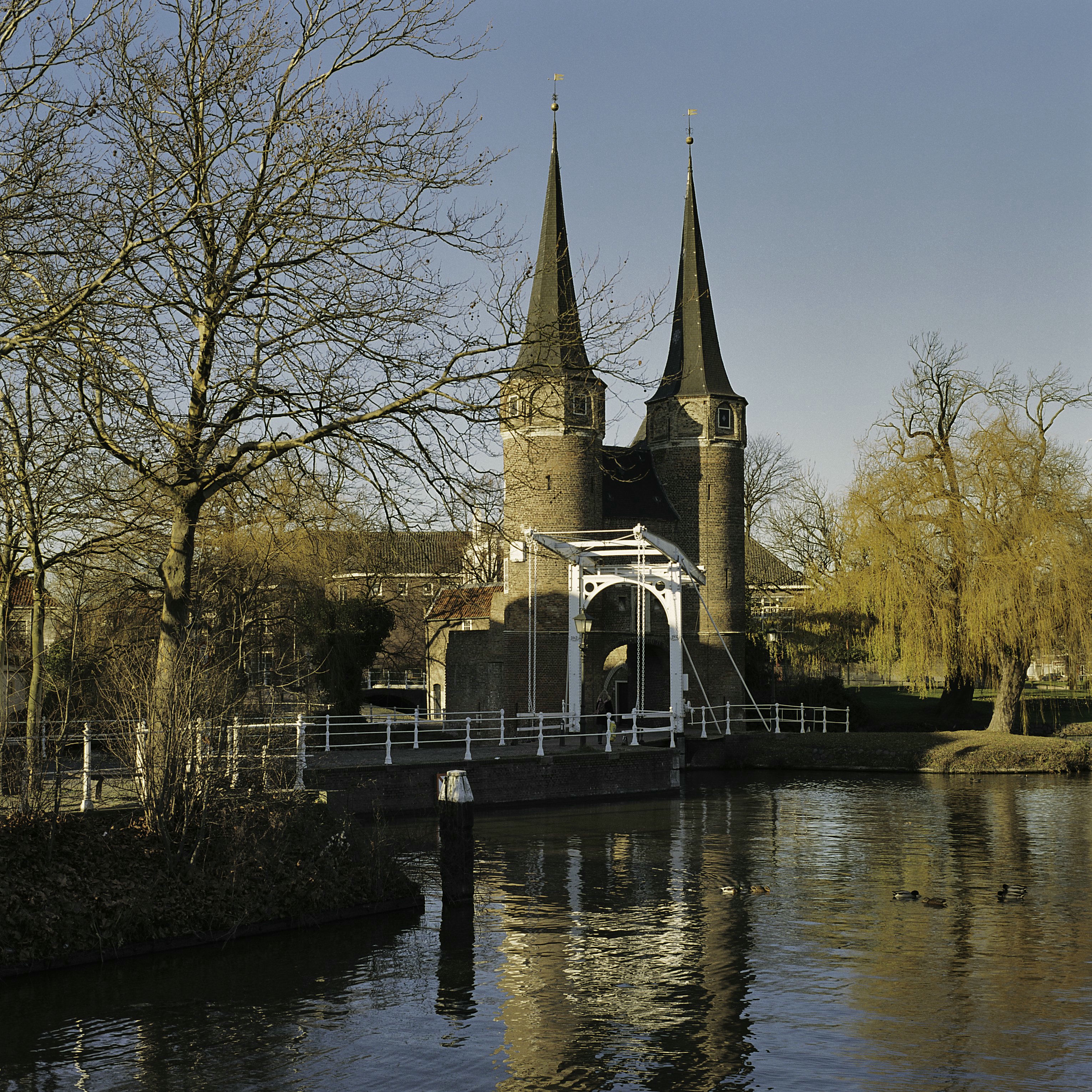
Overzicht poort met ophaalbrug op de voorgrond
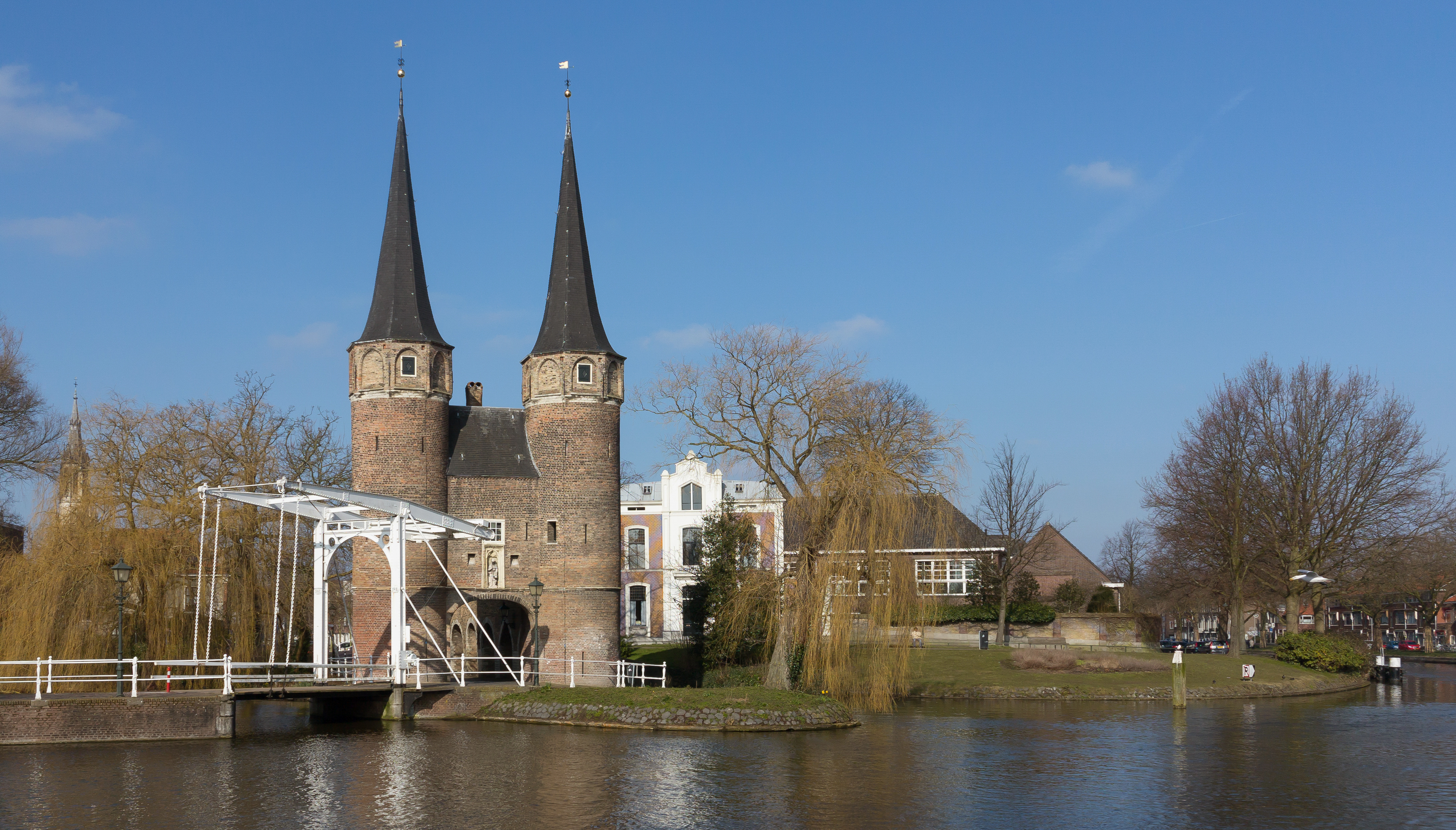
Kleine Oostpoortbrug in 2016
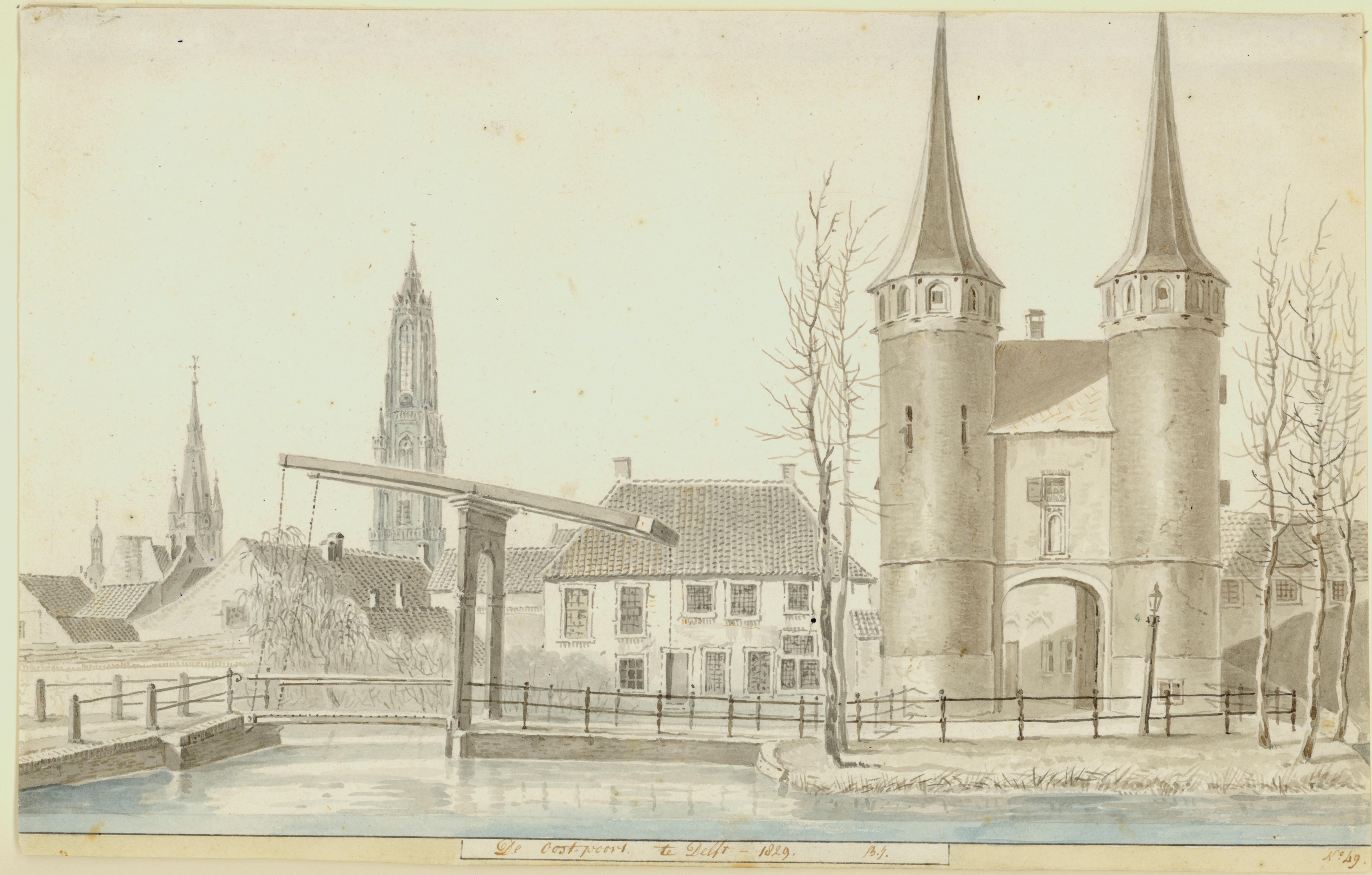
De oostpoort te Delft 1829